# ديفيد جاي فاربر
ديفيد جاي فاربر (بالإنجليزية: David J. Farber)‏ هو بروفيسور وعالم حاسوب أمريكي، ولد في 17 أبريل 1934 في الولايات المتحدة.